# Lac Üüreg
Le lac Üüreg est un lac en Mongolie.

## Géographie
Les rives du lac sont légèrement en pente et lisses, sans baies ni presqu'îles. Plusieurs rivières se jettent dans le lac, mais la plupart sont intermittentes. Le plus grand fleuve à débit constant est la rivière Khari, qui se jette dans le nord-ouest du lac. Des arbustes marécageux poussent près de l'embouchure de la rivière Khari. L'eau du lac est salée en raison d'une forte évaporation et de l'absence d'écoulement.
La dépression du lac Üüreg est un désert, il y a donc beaucoup d'évaporation de la surface de l'eau. L'évaporation annuelle moyenne est de 800 à 900 mm. Outre l'apport des rivières, cette perte d'eau est compensée par les précipitations et les eaux souterraines. La salinité générale de l'eau est de 4,17 g/L.

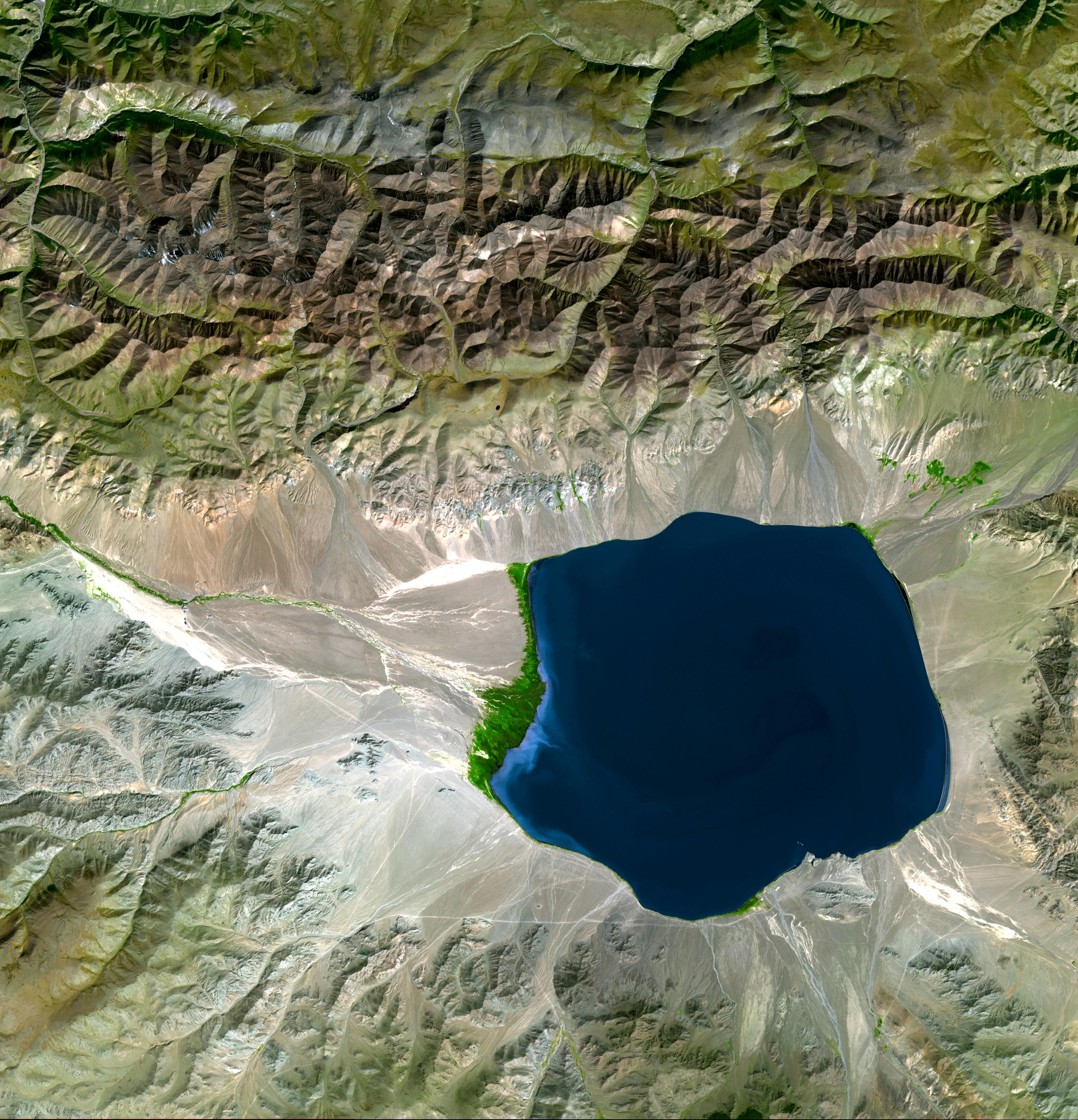
Vue satellite

## La flore et la faune
Le lac abrite divers oiseaux tels que des oiseaux aquatiques (cygnes, oies, canards), des paons, des pélicans et autres. Le lac abrite des poissons, notamment l'ombre de Mongolie ( Thymallus brevirostris ) et la carpe de l'Altaï.

Argali des rochers, bélier, cerf, antilope, léopard, lynx, bouquetin, martre, cochon, loup, chevreuil, loup, renard, écureuil, lagopède, pluie, grand tétras de Sibérie, perdrix, tétras des bois, lièvre variable, tamia de Sibérie, renard corsac, manul, blaireau, artichaut, lapin, marmotte, écureuil, perdrix arc-en-ciel [sic]  , gerboise à cinq doigts de Mongolie, desman, geai terrestre de Mongolie, bozlog et autres animaux et plantes.